# 罗斯曼折叠

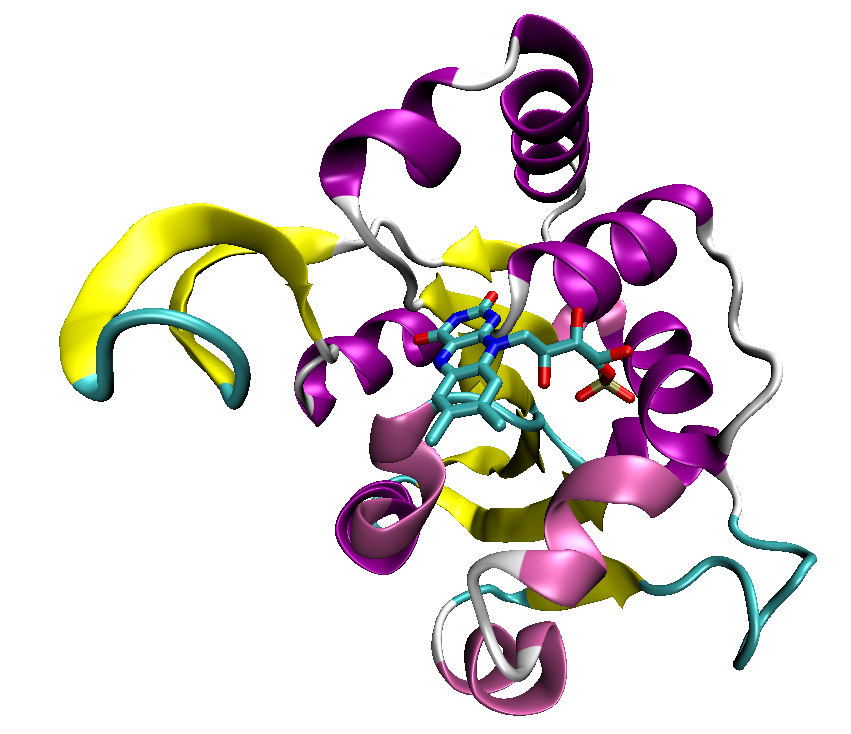
罗斯曼折叠的一个例子：表皮葡萄球菌的脱羧酶蛋白结构域(PDB ID 1G5Q)与辅因子黄素单核苷酸结合

罗斯曼折叠（英語：Rossmann fold）是一种蛋白质结构基序，常见于核苷酸结合蛋白质，特别是辅因子NAD结合蛋白。该结构由两个重复的部分组成，每个部分包括6个平行的β折叠与两对α螺旋形成β-α-β-α-β的拓扑结构。因為每一個罗斯曼折叠可以和一個核苷酸结合，像NAD等二核苷酸的結合域包括二個成對的罗斯曼折叠，分別和辅因子的一個核苷酸部份結合。單一的罗斯曼折叠可以和單核苷酸結合，例如輔因子FMN。
该结构以迈克尔·罗斯曼命名，因其在1970年第一个发现存在于乳酸脱氢酶（一种核苷酸结合蛋白）的折叠结构。
在1989年，魏茨曼科学研究学院的Israel Hanukoglu发现一些酶的NADP结合位点与和NAD结合的基序在序列一致性上有所不同，这一发现可以被用来重建辅酶特异性的酶。